# پانیوک
پانیوک (به مجاری:  Pányok) یک منطقهٔ مسکونی در مجارستان است که در بورشود-آبااوی-زمپلن واقع شده‌است.